# Eutrichosiphum litseae
Eutrichosiphum litseae är en insektsart. Eutrichosiphum litseae ingår i släktet Eutrichosiphum och familjen långrörsbladlöss. Inga underarter finns listade i Catalogue of Life.